# 伊佩乌纳
伊佩乌纳是巴西圣保罗州的一个市镇。总面积190.534平方公里，总人口5164人，人口密度27.1人/平方公里。